# Lilo Xhimitiku
Ilia Xhimitiku známý jako Lilo Xhimitiku (20. července 1907 Berat – 7. března 1977) byl prominentní albánský fotograf.

## Životopis
Narodil se 20. července 1907 do rodiny obchodníků. V roce 1925 mu jeho bratr Milto Gimitiku daroval fotoaparát Kodak typu 6×9, který přivezl z Itálie. Krátce spolupracoval s Palokem Gurashinem. Později navázal úzké vazby s Marubim (1929–1930, když sloužil v armádě ve Skadaru) a s dalšími fotografy. V roce 1936 podnikl první známý výlet do Itálie. Navštívil Barin, Sicílii, Neapol, Řím, Florencii, Milán a Janov. Zde mu byly poskytnuty nejmodernější materiály a přístroje, razítka, roztoky, papíry nebo suchá pečeť (známá jako jediná svého druhu). Jako muž se širokým společenským uznáním a jasnou vizí civilizovaného světa byl nadšený portrétováním a přírodou. Později se věnoval dokumentování skutečností, událostí nebo všedních dnů.
Fond jeho archivů byl obrovský. Na konci druhé poloviny 20. století dokumentoval důležité události v historii Albánie. Zachytil významné proměny města, obnovu mostu v Korçë, vzestup učitele a politika Babë Dudë Karbunara, vstup partyzánských sil do Beratu, Chruščovovu návštěvu země a řadu dalších. Pořídil stovky originálních snímků. Velké množství jeho fotografií se však nedochovalo. Jeho archiv v Korçë 13. září 1944 vyhořel spolu s domem v sousedství, v únoru 1954 bylo jeho studio zničeno bouří a v roce 1962 byl zkáza dovršena; archiv a studio zaplavila povodeň a zničila nejkvalitnější část desetiletí práce: archiv filmů a fotografií, tiskařské stroje, nemluvě o tiscích a jiných materiálech. Když se vezmou v úvahu vojenské bitvy, znárodnění a zmizení mnoha svědectví ze strachu z pronásledování, vyplyne z toho přínos díla Ilia Xhimitiku a jeho národní dimenzi.